# 케빈 캄플
케빈 캄플(Kevin Kampl, 1990년 10월 9일 ~ )은 독일 태생 슬로베니아의 축구 선수로 현재 독일 분데스리가의 RB 라이프치히에서 미드필더로 뛰고 있으며 슬로베니아 출신의 부모 사이에서 태어나 독일과 슬로베니아 이중 국적을 보유하고 있으나 부모님의 고향인 슬로베니아 국가대표팀을 선택했다.

## 선수 경력

### 클럽
2008년부터 2011년까지 레기오날리가 베스트 리그의 바이어 레버쿠젠 II에서 데뷔하여 리그 36경기 5골을 기록한 뒤 2010-11 시즌 중반 독일 2부 리그의 그로이터 퓌르트로 둥지를 틀었지만 2군팀 전적까지 포함해 공식전 8경기 출장에 그쳤다.
그 후 친정팀인 바이어 레버쿠젠 1군으로 복귀하여 우크라이나의 메탈리스트 하르키우와의 2010-11년 UEFA 유로파리그 32강전 경기에 출전하며 팀의 16강 진출에 일조했지만 리그에서는 단 1경기도 출전하지 못한 채 VfL 오스나브뤼크로 둥지를 틀며 36경기 2골을 기록했다.
이후 2012-13 시즌에는 VfR 알렌에서 4경기 2골을 기록한 뒤 오스트리아 분데스리가의 명문팀인 레드불 잘츠부르크로 이적하여 2014-15 시즌까지 공식전 109경기 29골을 터뜨리며 2012-13 리그 준우승, 2012-13년 오스트리아컵 4강, 2013-14 시즌 리그 우승, 2013-14년 오스트리아컵 우승을 이끌어낸 데에 힘입어 2013년과 2014년 2년 연속 슬로베니아 올해의 선수상에 이름을 올렸으며 2014-15 시즌이 진행되고 있는 도중 독일 분데스리가의 보루시아 도르트문트로 이적하여 2014-15년 DFB-포칼 준우승에 일조했다.
그리고 바이어 레버쿠젠으로 또 다시 복귀하여 분데스리가 2015-16 3위의 성적에 기여했지만 그 이후의 팀 성적은 그다지 신통치 못했고 2017-18 시즌 중반 4년의 계약기간과 약 275억원의 이적료에 RB 라이프치히로 이적하여 현재까지 분데스리가 2018-19 3위, 2018-19년 DFB-포칼 준우승, 분데스리가 2019-20 3위, 2019-20년 UEFA 챔피언스리그 4강, 분데스리가 2020-21 준우승, 2020-21년 DFB-포칼 준우승 등에 관여하며 라이프치히의 핵심 미드필더로 입지를 굳혔다.

### 국가대표팀
2012년 10월 12일 슬로베니아 A대표팀 소속으로 키프로스와의 친선 경기에서 국제 A매치 데뷔전을 치른 후 2013년 9월 6일 알바니아와의 2014년 FIFA 월드컵 유럽 지역 예선 E조 7차전에서 A매치 데뷔골을 터뜨렸다.
이후 2015년 3월 27일 최약체팀인 산마리노와의 UEFA 유로 2016 예선 E조 5차전에서 득점을 기록하며 6-0 대승을 견인했지만 2018년 개인적인 사유로 인해 A매치 통산 28경기 2골의 기록만을 남긴 채 국가대표팀 유니폼을 자진 반납했다.

## 수상

### 클럽
레드불 잘츠부르크
- 오스트리아 분데스리가 : 우승 (2013-14), 준우승 (2012-13)
- 오스트리아컵 : 우승 (2013-14), 4강 (2012-13)

 보루시아 도르트문트
- DFB-포칼 : 준우승 (2014-15)

 바이어 04 레버쿠젠
- 독일 분데스리가 : 3위 (2015-16)

 RB 라이프치히
- 독일 분데스리가 : 준우승 (2020-21), 3위 (2018-19, 2019-20)
- DFB-포칼 : 준우승 (2018-19, 2020-21)
- UEFA 챔피언스리그 : 4강 (2019-20)

### 개인
- 슬로베니아 올해의 선수 : 2013, 2014